# Justin Wolf
Justin Wolf (* 15. Oktober 1992 in Dortmund) ist ein deutscher Radrennfahrer.

## Sportliche Laufbahn
2011 wurde Justin Wolf deutscher Junioren-Meister gemeinsam Lucas Liß, Ruben Zepuntke und Hans Pirius in der Mannschaftsverfolgung. 2017 belegte er bei der UEC-Derny-Europameisterschaft Rang vier. Im Jahr darauf wurde er für den Start beim Lauf des Bahnrad-Weltcups in Minsk sowie für den Start in der Mannschaftsverfolgung beim Lauf des Bahnrad-Weltcups 2018/19 in London nominiert.
Auf der Straße gewann Wolf bei den Europameisterschaften 2019 mit dem deutschen Sextett die Silbermedaille und wurde 2020 Europameister in dieser Disziplin. Anschließend gewann er den Prolog des Etappenrennens Turul Romaniei. Im April 2021 gewann er die Auftaktetappe der Tour of Mevlana.

## Erfolge
2011
- Deutscher Junioren-Meister – Mannschaftsverfolgung (mit Lucas Liß, Ruben Zepuntke und Hans Pirius)

2019
- Europameisterschaft – Mixed-Staffel

2020
- Europameister – Mixed-Staffel
- Prolog Turul Romaniei

2021
- eine Etappe Tour of Mevlana
- eine Etappe Banja Luka-Belgrad
- Europameisterschaft – Mixed-Staffel

2023
- Prolog Kreiz Breizh Elites
- Arden Challenge
- Gent-Staden
- Deutscher Meister – Mannschaftszeitfahren